# Jasenovac – istina (2016.)
Jasenovac – istina (engl. Jasenovac – The Truth) hrvatski je dokumentarni film iz 2016. godine redatelja Jakova Sedlara.
U filmu se iznose tvrdnje o Koncentracijskom logoru Jasenovac kao dvostrukom logoru, kojeg su nakon Drugog svjetskog rata nastavile koristiti komunističke vlasti te u kojem je, prema tvrdnjama u filmu, ubijeno više zatvorenika kada su ga koristili komunisti, nego kada su ga koristili ustaše. Govori se i o ulozi kardinala Stepinca u Drugome svjetskom ratu te komunističkoj Jugoslaviji i njezinom odnosu prema Židovima i Izraelu.

## Prijepori
Zbog iznesenih tvrdnji redatelj je pod optužbom da promiče revizionizam povijesti.
U filmu se kao dokaz o komunističkoj propagandi o Jasenovcu prikazuje novina Vjesnik dana 15. svibnja 1945. godine u čijoj naslovnici piše: "Mnoge leševe iz jasenovačkog logora Sava donijela do Zagreba", što je očito apsurdni podatak - naime Sava ne teče od Jasenovca prema Zagrebu, nego obrnuto. Sedlar je potvrdio da Vjesnik s takvom naslovnicom nije pronašao u arhivi, nego kod neimenovanog privatnog prodavača. Prema analizi portala lupiga.com, osim što se na slici lako prepoznaje iskrivljenost riječi i prečista slova, riječ je o očito krivotvorenom naslovu nad tekstom o važnom priopćenju potpredsjednika vlade Nove Jugoslavije Edvarda Kardelja u kojemu se izvješćivalo na naslovnici broja Vjesnika od 15. svibnja 1945. god. a koji je naslov u cijelosti glasio: "U Trstu, Istri i Slovenskom primorju uspostavljena naša vojno-pozadinska i građanska vlast".
Antifašistička liga Republike Hrvatske je dana 15. srpnja 2016. podnijela kaznenu prijavu protiv Jakova Sedlara i okrivila ga za javno poticanje na nasilje i mržnju.

## Vanjske poveznice
- Jasenovac: Istina na Internet Movie Databaseu